# قوانين مايو

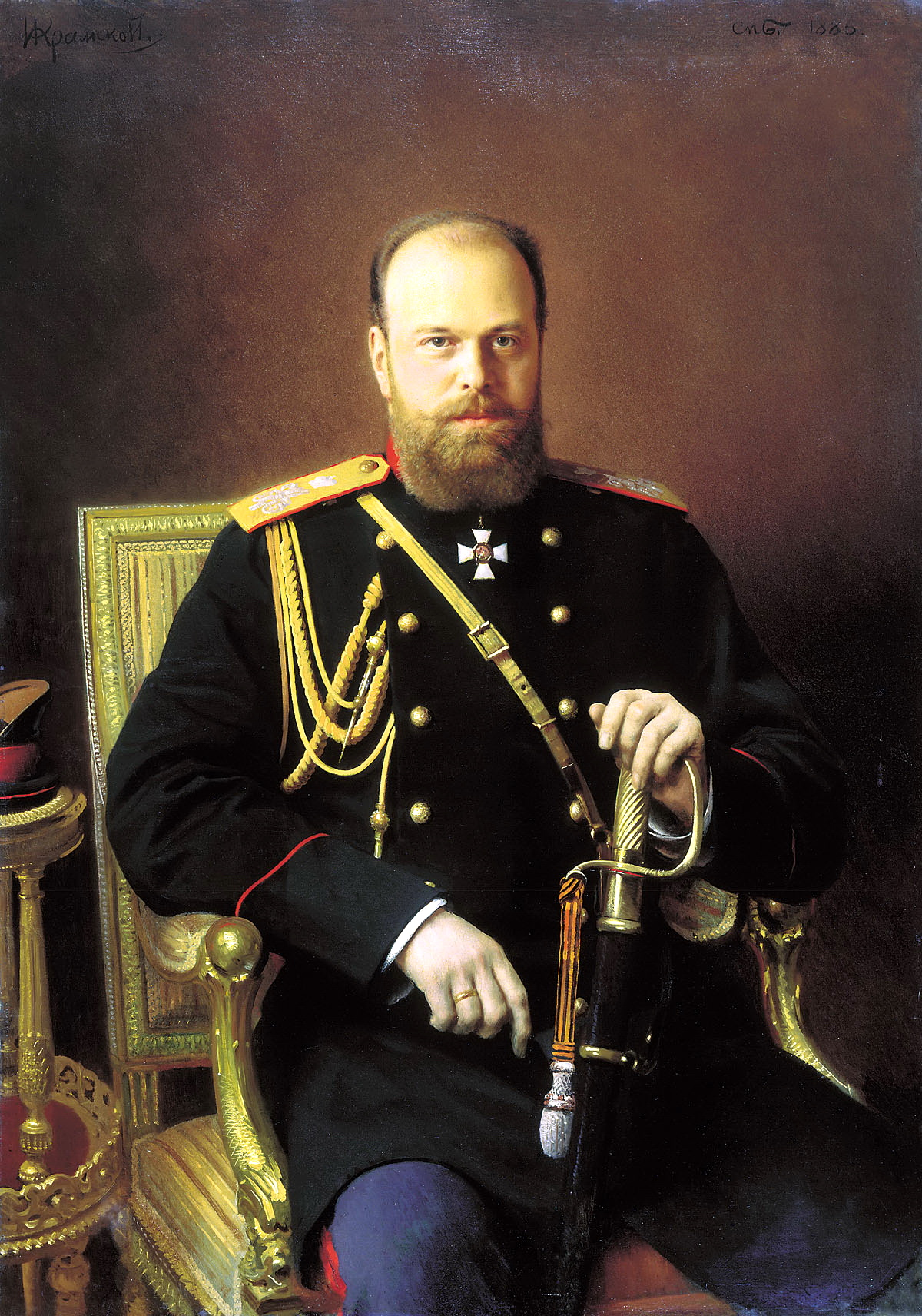

اللائحة المؤقتة بشأن اليهود (المعروفة أيضا باسم قوانين مايو) هي حزمة من القوانين اقترحها وزير الداخلية الروسي نيكولاي ايجناتييف وصدرت رسميًا في 15 مايو (3 مايو 1882) من قبل الإمبراطور الكسندر الثالث بهدف وضع تدابير مؤقتة لحين مراجعة القوانين المتعلقة اليهود، إلا أنها ظلت سارية المفعول لمدة أكثر من ثلاثين عاما.

## اللوائح
كانت القوانين على على النحو التالي:-
1. «كإجراء مؤقت حتى يتم النظر من وضعهم القانوني، يُحظر على اليهود الاستيطان خارج المدن والأحياء، باستثناء المناطق القائمة داخل المستعمرات الزراعية اليهودية  [لغات أخرى]‏.»
2. «يُحظر مؤقتًا إصدار الرهون العقارية وغيرها لليهود، وكذلك تسجيل اليهود كمستأجرين لعقارات تقع خارج المدن والأحياء، وكذلك إصدار اليهود تتوكيلات لإدارة تلك العقارات.»
3. «يٌحظر على اليهود مزاولة الأعمال التجارية يوم الأحد والأيام المقدسة الأساسية المسيحية؛ وتطبق اللوائح القائمة بشأن إغلاق أماكن العمل التابعة للمسيحيين في مثل هذه الأيام على اليهود أيضا.»
4. «التدابير المنصوص عليها في الفقرات 1 و 2 و 3 تنطبق فقط على الحكومات داخل تخوم المستوطنات اليهودية.»

## التشريعات اللاحقة
في السنوات اللاحقة تم إصدار المزيد من القوانين التمييزية التي وضعت لأجلها، فقد تم تحديد عدد اليهود المقبولين في المدارس الثانوية والجامعات طبقًا لنسبتهم المئوية من عامة السكان.
تم تنقيح هذا التشريع مرارا، ففي عام 1887 تم تخفيض هذه الكوتة إلى 10% داخل تخوم الاستيطان (لا يزال ضعف النسبة المئوية لليهود) و5% خارجها، باستثناء موسكو وسانت بطرسبرغ التي قيدت بـ3%، أدى ذلك في العديد من مدن التخوم ذات الأغلبية السكانية اليهودية إلى مدارس نصف فارغة ومنع عدد من الطلاب المؤهلين للقبول من الالتحاق.
تم منع نسبة الأطباء اليهود يعملون في الجيش أن تتجاوز 5%، وعلى أي محامي يهودي يرغب في أن يصبح مرافعًا الحصول على موافقة صريحة من وزير العدل.
وفي نهاية عهد ألكساندر تم إلغاء حق اليهود في بيع الكحول.
في ربيع عام 1891، تم ترحيل معظم اليهود من موسكو (باستثناء بضعة اعتبرت مفيدة) وتم إغلاق كنيس بنيت حديثًا بواسطة سلطة المدينة برئاسة الحاكم العام سيرغي الكسندروفيتش أخو القيصر، فتم طرد حوالي 20 ألفًا مما تسبب بالكثير من الإدانات الدولية.

في 9 ديسمبر 1891 في خطاب أمام الكونغرس في الولايات المتحدة، قال الرئيس بنيامين هاريسون: 

«هذه الحكومة وجدت مناسبة للتعبير في مباراة ودية الروح، ولكن مع الكثير من الجدية، إلى حكومة القيصر قلقها البالغ بسبب التدابير القاسية التي تطبق ضد العبرانيين.»

في عام 1892 تم اتخاذ تدابير جديدة حظرت اليهود من المشاركة في الانتخابات المحلية على الرغم من أعدادهم الكبيرة في العديد من مدن المستوطنات. «لوائح المدينة (»Городовое положение«) من عام 1892 تمنع اليهود الحق في أن ينتخبوا أو يتم انتخابهم في دومات المدن، بهذه الطريقة تحقق تمثيل نسبي عكسي: غالبية دافعي الضرائب في المدينة كان عليها الخضوع لأقلية تحكم المدينة ضد المصالح اليهودية.» 
في العام اللاحق فرض قانون الأسماء ("Об именах") العقوبة الجنائية على أولئك اليهود الذين حاولوا «اتخاذ أسماء مسيحية» وفرض عليهم استخدام اسم الولادة في مجال الأعمال التجارية والكتابات والإعلانات الشارات، الخ.
ظلت القوانين سارية المفعول حتى عام 1917 وأعطت الحافزللهجرة الشاملة، ففي الفترة من 1881 إلى عام 1920، غادر أكثر من مليوني يهودي الإمبراطورية الروسية واستقر معظم اليهود الروس المهاجرين في الولايات المتحدة أوالأرجنتين، على الرغم شروع البعض في عاليا إلى فلسطين في الإمبراطورية العثمانية.

## تحليل سولجينتسين
أعطى ألكسندر سولجينتسين وجهة نظر بديلة في كتابه مائتي سنة معا ‏, مما أدى إلى اتهامه بمعاداة السامية أو الدفاع والدعم. في حين أن سولجينيتسين لم يحاول تبرير كل الجوانب القمعية بقوانين مايو أو غيرها التشريعات الخاصة باليهود، إلى أنه يدعي أنها كانت بدافع الرغبة في الاستقرار الاجتماعي بدلا من العنصرية الدينية أو معاداة السامية، التي لم تكن قمعية كما يمكن أن تكون. على سبيل المثال يظهر سولجينتسين أن تشريعات المنع من الاسيتطان طُبقت فقط على المستوطنين اليهود الجدد، ويدعي أن العديد من القرى كانت معفاة. القانون نفسه الذي نادى به الكونت نيكولاي بافلوفيتش ايجناتييف لم يكن فقط على أساس أن «سكان الريف قد يعرفون أن الحكومة تحميهم اليهود»، ولكن أيضا لأن «السلطة الحكومية غير قادر على الدفاع عن [اليهود] ضد المذابح التي قد تحدث في القرى المنتشرة». لذلك وفقا سولجينيتسين، قد تعتبر تلك القوانين لحماية اليهود بدلا من قمع لهم.

## مزيد من القراءة
- Nicholas Riasanovsky. A History of Russia. p. 395
- Tim Chapman. Imperial Russia, 1801-1905. p. 128

## وصلات خارجية
- ملة. نسخة محفوظة 23 ديسمبر 2008 على موقع واي باك مشين. قد قوانين: صفحة 1 نسخة محفوظة 23 ديسمبر 2008 على موقع واي باك مشين. و صفحة 2
- هربا من المذابح في JVL
- روسيا في معهد أبحاث السياسات اليهودية